# Centro Cultural de China en Madrid
El Centro Cultural de China en Madrid (chino simplificado: 马德里中国文化中心, pinyin: Mǎdélǐ zhōngguó wénhuà zhōngxīn) es una institución pública perteneciente y adscrita al gobierno de la República Popular China con sede en Madrid. Este centro comparte características con el Instituto Cervantes, establecido de forma bilateral para la difusión de la cultura, idioma y demás aspectos de índole parecida, generando un intercambio cultural entre ambos países. Fue el quinto centro que se abrió en Europa, tras otros como el de París, siendo el de Madrid el más grande de los centros culturales abiertos hasta la fecha. El centro se inauguró en octubre de 2012 con motivo de los 40 años de relaciones diplomáticas entre ambos países.

## El centro
El centro tiene un total de 3000 metros cuadrados, dividido entre los edificios A y B, que están conectados por un patio central entre ambos. El primer edificio alberga la sala de exposiciones, la galería, el salón de té, la biblioteca, la sala de conferencias y las aulas. Por otra parte, el edificio B cuenta con salón de actos, la sala de kung fu/baile, el aula de música y el aula de cocina, entre otros. Por último, el patio tiene una decoración de características Chinas y disponibilidad para la celebración del té.

## Ubicación
Se encuentra en la capital de España, Madrid, más concretamente en la calle General de Pardiñas n.º 73 del barrio de Salamanca, uno de los lugares con más poder adquisitivo de la ciudad. Las paradas de metro más cercanas son Nuñez de Balboa (líneas 5 y 9) y el Intercambiador Avenida América que alberga las líneas 4, 6, 7 y 9 de la Red de Metro de Madrid.

## Cursos
Cuenta con cursos de todos los aspectos relacionados con la cultura china, tales como cursos de idioma chino, Kung Fu, Taichí, pintura al óleo y pintura oriental, curso de cocina, claves de negociación y protocolo chino, entre otros. Generalmente los cursos suelen tener un cupo de plazas y suelen ser bastante cotizados a la hora de realizar las inscripciones, por lo que no es fácil conseguir una plaza para uno de ellos.

## Actividades
Las actividades suelen ser variadas y cambian según la programación, por lo general las más repetidas suelen ser la proyección de películas, que se realizan en el salón de actos, y diferentes ciclos de cine y la participación en el Año Nuevo Chino. Además, también se suelen organizar coloquios y conferencias, tanto para adultos como para pequeños.